# 린지 홀리스터
린지 홀리스터(Lindsay Hollister, 1977년 6월 3일 ~ )는 미국의 배우, 텔레비전 배우, 영화배우이다.
콜럼버스에서 태어났다.

## 영화
- 짜릿한 폰섹스컴퍼니 (2013년)
- 버즈 오브 어 페더 (2011년) - 비 비 역
- 블럽베렐라 (2011년) - 블럽버렐라 역
- 외모 (2008년) - 앨리스 역
- 포스탈 (2007년)
- 베가스의 총각파티 (2006년)
- 퍼프, 퍼프, 패스 (2006년)
- 신데렐라 스토리 (2004년)
- 조안 오브 아카디아 (2003년)
- 우리 생애 나날들 (1965년)